# Oued Chorfa
Oued Chorfa (em árabe: وادى الشرفاء) é uma cidade localizada na província de Aïn Defla, no norte da Argélia. Sua população era de 13 353 habitantes, em 2008.